# Kaveripakkam
Kaveripakkam es una ciudad y nagar Panchayat situada en el distrito de Ranipet en el estado de Tamil Nadu (India). Su población es de 14583 habitantes (2011). Se encuentra a 39 km de Vellore y a 30 km de Kanchipuram.

## Demografía
Según el censo de 2011 la población de Kaveripakkam era de 14583 habitantes, de los cuales 7265 eran hombres y 7318 eran mujeres. Kaveripakkam tiene una tasa media de alfabetización del 81,28%, superior a la media estatal del 80,09%: la alfabetización masculina es del 88,48%, y la alfabetización femenina del 74,29%.